# Прапор Естремадури
Прапор Естремадури, відповідно до статті 4-1 Статуту автономії, складається з трьох горизонтальних смуг зеленого, білого та чорного кольорів. Урядом і адміністрацією Естремадури, повинен використовувати варіант із зображенням герба регіону, зміщеного від центру до підйому.

## Витоки і значення
Прапор вперше з'явився в середині 1970-х років, після смерті Франсіско Франко, в епоху, коли права регіональних громад поверталися та відновлювалися по всій Іспанії.
Незважаючи на відносно недавнє походження прапора, існують різні тлумачення щодо того, чому було обрано зелений, білий і чорний кольори та що вони означають; навіть винахідник або творець прапора невідомий. Відомо лише те, що до 1980-х років прапор став настільки популярним серед жителів Естремадури як головний символ регіональної ідентичності, що його не вагаючись включили в Статут автономії в 1983 році.
В офіційних урядових публікаціях кольори прапора вшановують аспекти історії регіону в середні віки:
- Зелений: колір емблеми Алькантарського оредана.
- Білий: представляє Королівство Леон, яке знову заселило регіон під час Реконкісти.
- Чорний: представляє королів Афтасидів Тайфи Бадахосу.

Однак у 2008 році в регіональній пресі професор історії на ім'я Антоніо Галаче Кортес висунув власну теорію про значення кольорів прапора. Галаш Кортес вважав, що зелений колір відноситься до мусульманської ери Іспанії, коли Естремадура насолоджувалася своїм єдиним періодом повної незалежності як тайфа Афтасидів. Білий колір вказував на королівство Леон та інтеграцію регіону в те, що стане Іспанією, тоді як чорний був кольором одягу, який носили лузітани, згідно зі Страбоном. 
Теорія Кортеса була оскаржена. У телевізійному інтерв’ю Луїс Рамалло, президент регіону до епохи автономії, приписав створення прапора адвокату з Оліва-де-ла-Фронтера, Мартіну Родрігесу Контрерасу. Цю теорію підтримав професор антропології Хав’єр Маркос Аревало, який у своїх дослідженнях ідентичності Естремадура стверджує, що дизайн Родрігеса Контрераса був обраний після різних пропозицій, а його кольори були отримані з наступного:
- Зелений і білий  —  традиційні кольори Касереса
- Чорний і білий з квітів Бадахосу.

З точки зору символізму, зелений колір означає надію, білий — честь людей, чорний — безробіття, маргіналізацію та відсталість, хоча він також може стосуватися минулого регіону. Хав'єр Маркос Аревало додає, що прапор вперше з'являється в письмових джерелах 27 лютого 1977 року, а вперше публічно з'явився 14 листопада 1976 року в Оліва-де-ла-Фронтера. Його перша офіційна санкція відбулася в місті Касерес після того, як Хунта прийняла подання, яке пізніше стало законом Статутом автономії. 
Вдова Мартіна Родрігеса Контрераса написала статті, в них вона також приписує створення прапора своєму чоловікові.  
Інша теорія про кольори прапора, яка стала популярною, стверджує, що прапор виник, коли були комбіновані кольори футбольних клубів двох столиць провінції, Касереса (зелена футболка, білі шорти) і Бадахос (чорно-біла сорочка, білі шорти). Однак два атлетичні клуби просто взяли свої кольори з традиційних кольорів відповідних міст і провінцій: зелений для Касереса і чорний (з тайфи Афтасідів) для Бадахосу. Інша теорія пояснює, що кольори означають:
- Зелений: надія на нову Естремадуру.
- Білий: чистота навколишнього середовища.
- Чорний: смуток емігрантів, яким довелося покинути свою улюблену землю.